# 劉紆
劉 紆（りゅう う、? - 29年）は、中国の新代から後漢時代初期にかけての武将・政治家。豫州梁郡睢陽県の人。父は更始帝政権の梁王劉永。叔父は劉防・劉少公。前漢の梁孝王劉武の九世の孫である。

## 事跡
| 姓名           | 劉紆                       |
| 時代           | 新代 - 後漢時代            |
| 生没年         | 生年不詳 - 29年（建武5年） |
| 字・別号       | 〔不詳〕                   |
| 本貫・出身地等 | 豫州梁郡睢陽県             |
| 職官           | -                          |
| 爵位・号等     | 梁王〔推戴〕               |
| 陣営・所属等   | 劉永→〔独立勢力〕          |
| 家族・一族     | 父：劉永 叔父：劉防 劉少公 |

父の劉永は、更始帝政権が滅亡した建武元年（25年）冬ごろに天子を自称し、中国の東部地域を幅広く支配下に置いて独立勢力を形成した。しかし、光武帝（劉秀）との戦いで劣勢に追い込まれ、建武3年（27年）春、劉永は湖陵城（山陽郡）を陥落させられて敗走中に、部下に殺害されてしまう。
劉紆は、劉永の配下であった蘇茂・周建らに擁立され、垂恵聚（沛郡山桑県）で劉永の後継者として梁王を称した。この時、やはり劉永配下であった斉王張歩が、劉紆を劉永同様に天子として擁立しようと考えている。しかし、張歩の幕僚の王閎が、劉永は更始帝を奉じていたが故に山東の官民はよく服従したのであり、その子を天子として擁立すれば衆目の疑いを招く、と諫言したため、張歩はこれを断念した。
建武4年（29年）秋、光武帝は捕虜将軍馬武・騎都尉王覇に垂恵聚を包囲させた。劉紆は蘇茂・周建に迎撃させたが、敗北して垂恵聚は陥落し、劉紆は西防（山陽郡）を守る配下の佼彊の下へ逃れた。しかし佼彊も、漢軍の驃騎大将軍杜茂に敗北し、劉紆は下邳（臨淮郡）を守る配下の董憲を頼り、蘭陵（東海郡）へ逃れた。董憲は、龐萌が光武帝から離反した隙を衝き、これと連合して桃城（東平郡）を攻撃したが、大司馬呉漢率いる漢軍に大敗した。
その後も、劉紆や配下の諸将は、呉漢らが率いる漢軍の猛攻の前に敗退を重ねた。そして建武5年（29年）8月、劉紆は郯城（東海郡）を陥落させられて逃げ場を失ってしまい、ついに部下の兵士高扈に裏切られて殺された。こうして、光武帝は梁の地を平定した。

## 関連記事
- 新末後漢初